# جری فالول سینیور
جری فالول لامون (‎/ˈfɔːlwɛl/‎ 11 اوت، ۱۹۳۳–۲۰۰۷ مه ۱۵) کشیش تلویزیونی و محافظه کار فعال اهل آمریکا بود. او بنیانگذار کلیسای باپتیست جاده توماس بود که در لینچبرگ، ویرجینیا واقع است. وی آکادمی مسیحی لینچبورگ (که اکنون آکادمی مسیحی آزادی است) را در سال ۱۹۶۷، دانشگاه لیبرتی را در سال ۱۹۷۱ و اکثریت اخلاق را در سال ۱۹۷۹ تأسیس کرد.
در ۱۵ مه ۲۰۰۷، فالول ناگهان در اثر آریتمی قلبی در مطب خود در دانشگاه لیبرتی در ۷۳ سالگی درگذشت و در دانشگاه لیبرتی به خاک سپرده شد.

## سنین جوانی و تحصیل
فالول و برادر دوقلوی او ژن در منطقه Fairview Heights در لینچبورگ، ویرجینیا در ۱۱ اوت ۱۹۳۳ به دنیا آمد او فرزند هلن ویرجینیا (نی بیسلی) و کری هزکیا فالول است. پدرش یک کارآفرین بود. پدربزرگ او یک خداناباور بود. جری فالول در ۱۲ آوریل ۱۹۵۸ با میشل پت ازدواج کرد.